# Cratere Mamilia
Mamilia è un cratere sulla superficie di 4 Vesta.